# Extremis
Extremis est le sixième épisode de la dixième saison de la deuxième série télévisée britannique Doctor Who. Il est diffusé sur BBC One le 20 mai 2017. Il constitue avec La Pyramide de la fin du monde et La Terre du mensonge (épisodes 7 et 8) un arc scénaristique.

## Distribution
- Peter Capaldi : Le Docteur
- Pearl Mackie : Bill Potts
- Matt Lucas : Nardole
- Michelle Gomez : Missy
- Corrado Invernizzi : Cardinal Angelo
- Francesco Martino : Piero
- Laurent Maurel : Nicolas
- Ivanno Jeremiah : Rafando
- Joseph Long : Le Pape

## Résumé
Dans l'Hæreticum, la bibliothèque des blasphèmes secrète du Vatican, se trouve un ancien livre connu sous le nom de Veritas (la vérité). Toute personne ayant lu son contenu se suicide immédiatement. Le Vatican appelle le Docteur. Va-t-il lire le Veritas ? Est-ce que le Docteur peut survivre à l'ultime vérité ? 

### Continuité
- On découvre que c'est Missy qui se trouve derrière les portes du coffre, répondant ainsi au mystère de son contenu depuis l'épisode The Pilot.
- Missy fait référence au fait que le Docteur ait passé 24 années sur Darillium avec River Song (Les Maris de River Song).
- Le Maître avait précédemment préféré mourir que d'être forcé de rester auprès du Docteur dans Le dernier Seigneur du temps.
- Les lunettes soniques de la saison 9 font leur réapparition et permettent au Docteur de pallier en partie à sa cécité contractée dans l'épisode précédent.
- Dans un flashback, on découvre que Nardole est en possession du journal de River Song. Dans la simulation, c'est le Docteur qui l'a en sa possession.
- Le Docteur virtuel est assis derrière le bureau du Président des États-Unis comme dans l'épisode L'Impossible Astronaute, 1re partie.
- Bill explique à Penny que son déménagement s'est mal passé dû aux événements de Knock, Knock.